# Dassa II
Dassa II est l'un des dix arrondissements de la commune de Dassa-Zoumè dans le département des Collines au Bénin.

## Géographie
Dassa II est situé au centre du Bénin et compte 10 villages que sont:  Ayedero, Betou, Essekpere, Idaho, Issalou, Iloule I, Mahou, Modji Gangan, Moudja et Moumoudji.

## Démographie
Selon le recensement de la population de 2013 conduit par l'Institut national de la statistique et de l'analyse économique (INSAE), Dassa II compte 22 323 habitants  .

### Galerie de photos

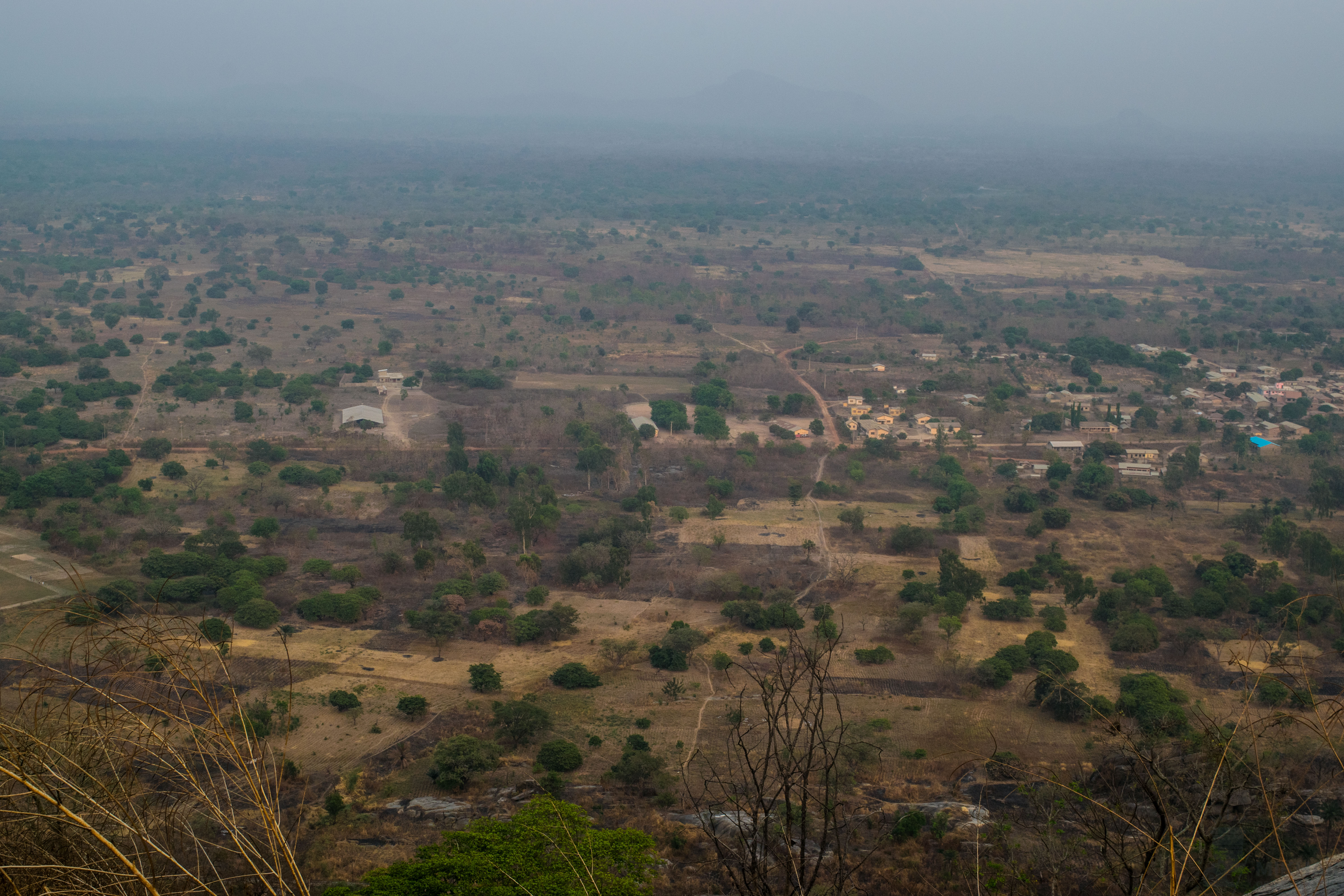
Vue de Dassa depuis la colline de Kamaté
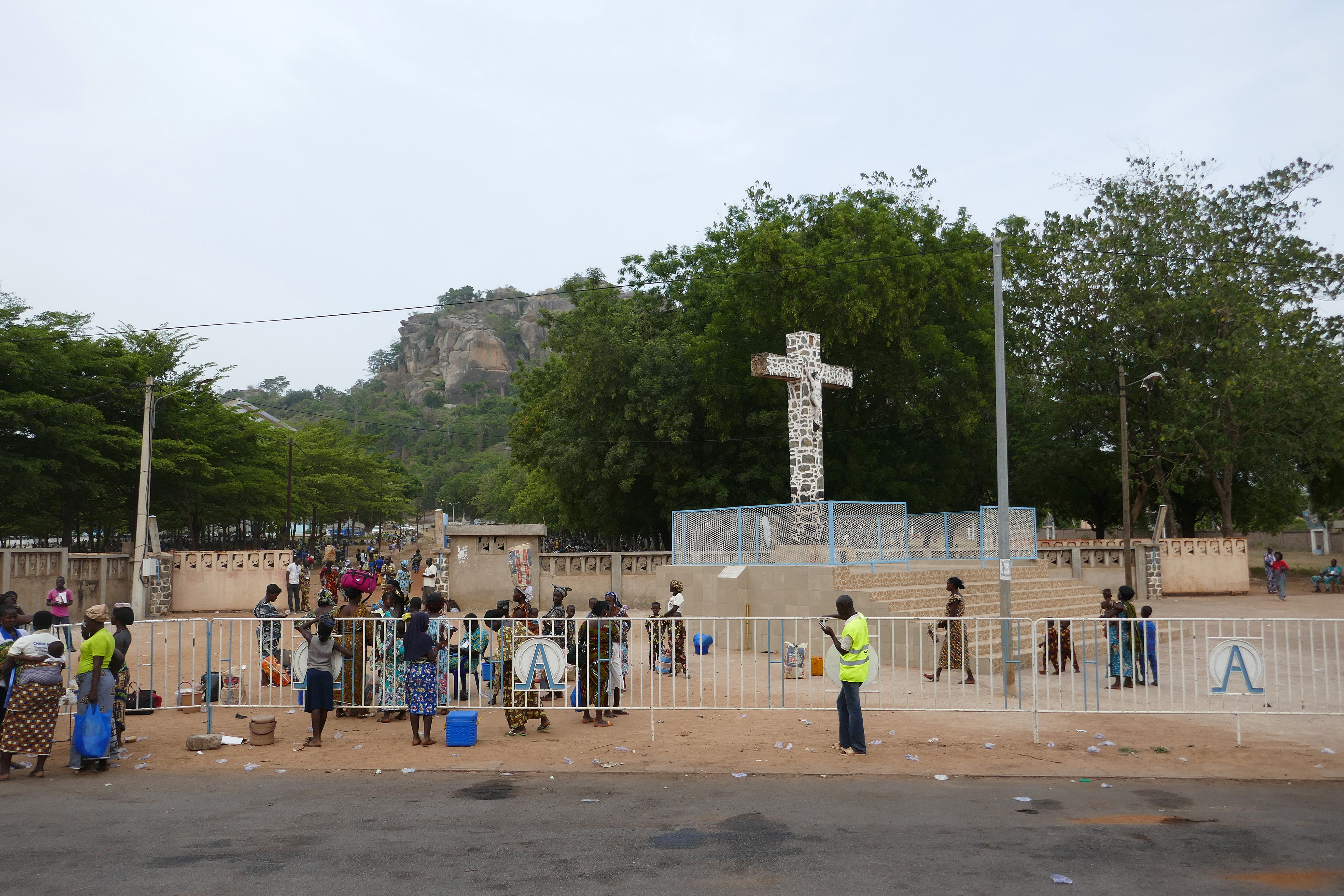
Cérémonie au calvaire de Dassa-Zoumé
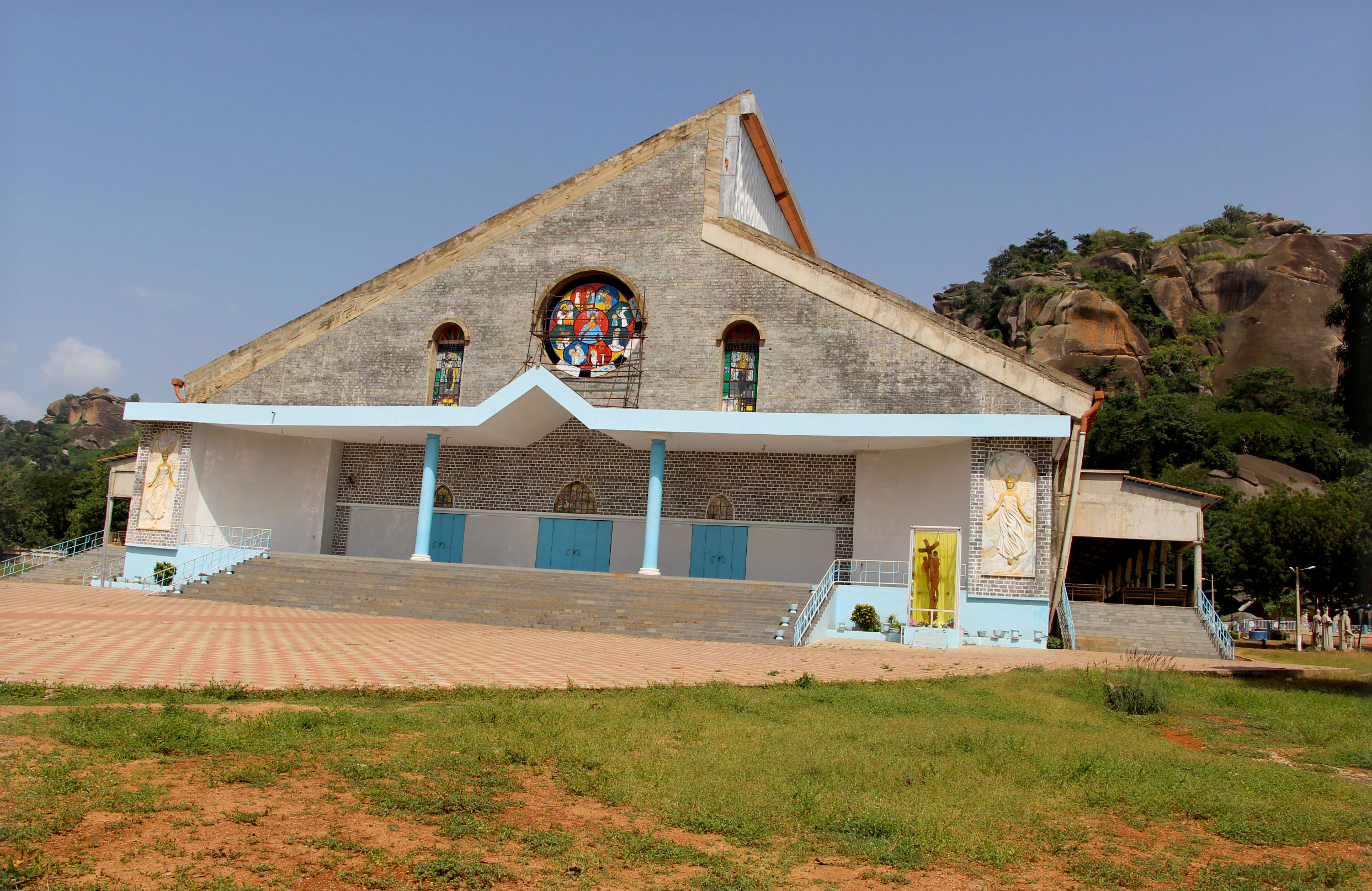
Centre mariale de DASSA